# The Good Will Out
The Good Will Out è il primo album in studio del gruppo musicale britannico Embrace, pubblicato l'8 giugno 1998 dalla Hut Recordings.

## Il disco
Contiene 14 brani realizzati dal gruppo tra il 1997 e il 1998, tra cui quelli pubblicati originariamente negli EP precedenti del gruppo nel corso del 1997, ovvero Fireworks E.P., One Big Family E.P. e All You Good Good People E.P..

## Tracce
Testi e musiche di Danny McManara e Richard McNamara.
1. Intro – 0:46
2. All You Good Good People – 6:06
3. My Weakness Is None of Your Business – 3:17
4. Come Back to What You Know – 4:10
5. One Big Family – 4:05
6. Higher Sights – 3:44
7. Retread – 3:39
8. I Want the World – 5:44
9. You've Got to Say Yes – 3:42
10. Fireworks – 3:58
11. The Last Gas – 3:45
12. That's All Changed – 4:13
13. Now You're Nobody – 4:23
14. The Good Will Out – 7:00

Tracce bonus nella versione giapponese
1. Blind – 4:18
2. Free Ride – 2:33

## Formazione
Gruppo
- Danny McNamara – voce, produzione (eccetto tracce 2 e 4)
- Richard McNamara – chitarra, cori, produzione (eccetto tracce 2 e 4)
- Steve Firth – basso, produzione (eccetto tracce 2 e 4)
- Mick Dale – tastiera, arrangiamento strumenti ad arco, produzione (eccetto tracce 2 e 4)
- Mike Heaton – batteria, cori, produzione (eccetto tracce 2 e 4)

Altri musicisti
- Wil Malone – orchestrazione e conduzione strumenti ad arco

Produzione
- Dave Creffield – produzione e registrazione (eccetto tracce 2 e 4), registrazione aggiuntiva (tracce 2 e 4)
- Steve Osborne – produzione aggiuntiva (traccia 5)
- Hugo Nicolson – registrazione (tracce 2 e 4), missaggio (eccetto traccia 13)
- Youth – missaggio (eccetto traccia 13), produzione (tracce 2 e 4)
- Jonny Dollar – missaggio (traccia 13)
- Bunt Stafford-Clark – mastering